# Aulacocyclus papuanus
Aulacocyclus papuanus especie de coleóptero de la familia Passalidae.

## Distribución geográfica
Habita en Nueva Guinea.